# Inazuma Eleven: Ares
Inazuma Eleven: Ares (イナズマイレブン アレスの天秤 Inazuma Irebun Aresu no Tenbin?, trad. "Inazuma Eleven: La Balanza de Ares") es una serie de televisión de anime japonesa de 2018 producida por OLM. Parte de la franquicia Inazuma Eleven. Su secuela es Inazuma Eleven: Orion no Kokuin. Ares comenzó a transmitirse el 6 de abril del 2018. Un doblaje en español latino de Colombia, producida por la distribuidora Televix comenzó a transmitirse en el 2021.

## Trama
Inazuma Eleven: Ares es una línea alternativa canon que sigue los eventos de la primera temporada del anime Inazuma Eleven, después de la victoria en Fútbol Frontera, por lo que el ataque de los "extraterrestres" de la segunda temporada nunca sucedió. El fútbol japonés ha sido considerado débil en comparación con la competencia internacional, por lo que el equipo de Raimon se disolvió y sus miembros se transfirieron a diferentes equipos de fútbol de todo el país para fortalecer el fútbol japonés a nivel nacional. El patrocinio se ha convertido en un aspecto vital para la supervivencia de un equipo de fútbol juvenil japonés, ya que evita la disolución del equipo y, al mismo tiempo, es esencial para participar en los partidos.
La serie se centra en el delantero Asuto Inamori y su equipo, Raimon Isla Remota, que está formado por jugadores de la Isla Remota. Al necesitar mantener su club, reemplazaron al Raimon original como el equipo de fútbol del Instituto Raimon y compiten como los menos favorecidos en el torneo juvenil anual Fútbol Frontera. El equipo enfrenta múltiples desafíos a lo largo de su viaje para lograr 
ganar el torneo.

## Elenco
| Personaje                                        | Actor de doblaje japonés                 | Actor de doblaje latino     |
| ------------------------------------------------ | ---------------------------------------- | --------------------------- |
| Sonny Wright (稲森 明日人 Asuto Inamori?)        | Ayumu Murase                             | Daniel Cruz                 |
| Elliot Ember (灰崎 凌兵 Ryohei Haizaki?)         | Hiroshi Kamiya Tomo Muranaka (Pequeño)   | Cristian Gutiérrez          |
| Heath Moore (野坂 悠馬 Yuma Nosaka?)             | Jun Fukuyama                             | Sergio Barbosa              |
| Valentin Eisner (氷浦 貴利名 Kirina Hiura?)      | Sōma Saitō                               | Milton Rodríguez            |
| Sandra Fischer (海腹 のりか Norika Umihara?)     | Ai Kayano                                | María Paula Castiblanco     |
| Nino Nango (服部 半太 Hanta Hattori?)            | Haruka Tomatsu                           | Zonia Rocha                 |
| Cliff Parker (岩戸 高志 Takashi Iwato?)          | Kenta Miyake                             | Jorge Castellanos           |
| Maxime Dassier (道成 達哉 Tatsumi Michinari?)    | Ryōhei Kimura                            | Sergio Barbosa              |
| César Montalbán (奥入 祐 Hiro Okuiri?)           | Natsuki Hanae                            | Diego Galindo               |
| Adriano Donati (剛陣 鉄之助 Tetsunosuke Gojin?)  | Shunsuke Takeuchi                        | Wolfang Galindo†            |
| Trevor Cook (万作 雄一郎 Yuichiro Mansaku?)      | Takahiro Sakurai                         | Sergio Gómez                |
| Kiko Calavente (日和 正勝 Masakatsu Hiyori?)     | Yuka Terasaki                            | Julián Arias                |
| Basile Hardy (小憎丸 サスケ Sasuke Kozomaru?)    | Yuki Kaji                                | Alejandro Saldarriaga       |
| Señor Yi (趙 金雲 Kinun Cho/Jinyun Zhao?)        | Yuichi Nakamura                          | Jorge Castellanos           |
| Axel Blaze (豪炎寺 修也 Shuya Goenji?)           | Hirofumi Nojima                          | Desconocido                 |
| Hunter Foster (基山 タツヤ Tatsuya Kiyama?)      | Takahiro Mizushima                       | Desconocido                 |
| Dean Rush (亀田 幸則 Yukinori Kameda?)           | Haruo Yamagishi                          | Fernando Castiblanco        |
| Aurelia Dingle (大谷 つくし Tsukushi Otani?)     | Akane Fujita                             | Juliana García              |
| Regina Mulgrave (神門 杏奈 Anna Mikado?)         | Rie Takahashi                            | Juliana Sánchez             |
| Jude Sharp (鬼道 有人 Yuto Kido?)                | Hiroyuki Yoshino                         | Desconocido                 |
| Bryon Love/Aphrodite (亜風炉 照美 Terumi Afuro?) | Yūko Sanpei                              | Desconocido                 |
| Duske Grayling (西蔭 政也 Seiya Nishikage?)      | Kenichi Suzumura                         | Fernando Castiblanco        |
| Nathan Swift (風丸 一郎太 Ichirota Kazemaru?)    | Yuka Nishigaki                           | Sebastián Mojica            |
| Beatriz Fribel (宮野 茜 Akane Miyano?)           | Haruka Tomatsu                           | Desconocido                 |
| Xavier Schiller (吉良 ヒロト Hiroto Kira?)       | Toshiki Masuda Ryoko Shiraishi (pequeño) | Desconocido                 |
| Shawn Froste (吹雪 土郎 Shiro Fubuki?)           | Mamoru Miyano                            | Desconocido                 |
| Aiden Froste (吹雪 アツヤ Atsuya Fubuki?)        | Mamoru Miyano                            | Desconocido                 |
| Mark Evans (円堂 守 Mamoru Endo?)                | Junko Takeuchi                           | Santiago Orjuela            |
| Caleb Stonewall (不動 明王 Akio Fudo?)           | Yuki Kaji                                | Juan Camilo Rojas Gutierrez |
| Ray Dark (影山 零治 Reiji Kageyama?)             | Seiji Sasaki                             | Desconocido                 |
| Jack Wallside (壁山 塀吾郎 Heigoro Kabeyama?)    | Megumi Tano                              | Desconocido                 |
| Bunny Cottontail (白兎屋 なえ Nae Shiratoya?)    | Inori Minase                             | Desconocido                 |
| Jimmy Wongfu (リ・ハオ Hao Li?)                  | Yuka Terasaki                            | Desconocido                 |

## Música
- Opening: (てっぺんへダッシュ!; "Teppen e Dash!"') por pugcat
- Ending: (恋する乙女は雨模様; "Koisuru Otome wa Amemoyou") por alom